# Kwok-Hei Mak
Kwok-Hei "Kei" Mak, född 13 januari 1983 i Almby, är en svensk mangatecknare. Några av hans verk inkluderar böckerna Teckna manga och Teckna mera manga, serien A Song for..., för vilken han vann tredje pris i Mangatalangen år 2006 och hans självbiografiska serie Keigo som publiceras i gratistidningen City samt i Svenska dagbladets nätupplaga. Han har tidigare även tecknat serien Bleckmossen för tidningen Kamratposten och omslagen till de Bertböcker som släppts efter 2005.